# Margaret Allen
Margaret Allen (1948) es una cirujana cardiotorácica estadounidense y académica en el Instituto de Investigación Benaroya. Fue la primera mujer en realizar un trasplante de corazón y es expresidenta de United Network for Organ Sharing.

## Primeros años
Allen creció en Des Moines, Iowa, donde se interesó en la ciencia a una edad temprana. Ella juntaba insectos con su padre y los examinaba bajo un microscopio. Su padre también la llevó en viajes científicos para aumentar su interés. Después de la escuela secundaria, completó una licenciatura en zoología en Swarthmore College. Durante las vacaciones de verano de Swarthmore, trabajó en un centro de biología  en Crested Butte, Colorado, estudiando las capacidades de conservación de nitrógeno de diferentes animales.

## Educación superior
En 1970, Allen se matriculó en la Universidad de California en San Diego para convertirse en Doctora en Medicina.  De las diferentes facultades de medicina a las que podía haber asistido, decidió ir a UCSD porque era un programa nuevo que reclutaba profesores de todo el país. [1] Mientras estaba en la escuela de medicina, Allen trabajó en el laboratorio de un cirujano vascular que estaba implantando corazones experimentales en las vacas. Esta fue su primera experiencia con la cirugía torácica.
Después de graduarse de la escuela de medicina, Allen completó una residencia de cinco años en cirugía general en el Oakland Medical Center (entonces Kaiser Foundation Hospital) y una residencia de dos años en cirugía cardiotorácica en el King's College Hospital en Londres. Mientras terminaba su estancia en Londres, fue seleccionada para completar un programa de residencia de cinco años en la Escuela de Medicina de la Universidad Stanford. Antes de hacerlo, Allen se tomó un año para viajar por el mundo, pasando seis meses en Papúa Nueva Guinea practicando en el hospital como médico con licencia del país. En Stanford, se entrenó bajo la tutela de Norman Shumway, un pionero en trasplante de corazón, y se convirtió en la primera mujer en el mundo en trasplantar un corazón. Al final de su residencia en 1985, Allen se unió a la facultad de cirugía de la Universidad de Washington.